# Jezierzyce Kościelne
Jezierzyce Kościelne is een plaats in het Poolse district  Leszczyński, woiwodschap Groot-Polen. De plaats maakt deel uit van de gemeente Włoszakowice en telt 480 inwoners.